# Lost Odyssey
Lost Odyssey (ロストオデッセイ Rosuto Odessei?) är ett datorrollspel utvecklat av Mistwalker och feelplus och utgivet av Microsoft Game Studios till Xbox 360. Det släpptes i Europa den 29 februari 2008. Handlingen i Lost Odyssey är skriven av Hironobu Sakaguchi, skaparen av den berömda Final Fantasy-serien. Detta är hans tredje projekt utanför Square Enix, efter ASH: Archaic Sealed Heat och Blue Dragon.
Spelaren tar kontroll över Kaim, en man som har levt i tusen år och som inte har något minne av sitt förflutna. Spelet utspelar sig i en värld som är på väg mot en "magisk industriell revolution." Kaim kämpar med att få tillbaka sina minnen och smärtan som dessa medför. Många av dessa minnen presenteras till spelaren i stil med visuella romaner.

## Röstskådespelare
| Karaktär       | Japansk röst     | Engelsk röst      |
| -------------- | ---------------- | ----------------- |
| Kaim Argonar   | Etsushi Toyokawa | Keith Ferguson    |
| Seth Balmore   | Seika Kuze       | Tara Strong       |
| Ming Numara    | Kaoru Okunuki    | Salli Saffioti    |
| Sarah Sisulart | Takako Uehara    | Kim Mai Guest     |
| Cooke          | YUKO (FLIP-FLAP) | Kath Soucie       |
| Mack           | AIKO (FLIP-FLAP) | Nika Futterman    |
| Jansen Friedh  | Kosuke Toyohara  | Michael McGaharn  |
| Tolten         | Ryō Horikawa     | Chad Brannon      |
| Sed            | Yōsuke Akimoto   | Michael Bell      |
| Gongora        | Haruhiko Jō      | Jesse Corti       |
| King Gohtza    | Chikao Ōtsuka    | Peter Reneday     |
| Kakanas        | Kōji Ishii       | David Lodge       |
| Lirum          | Sumi Shimamoto   | Shelly Callahan   |
| Roxian         | Mugihito         | H. Richard Greene |
| Maia           | Natsumi Sakuma   | Melody Spevack    |